# Husův dům (Baška)
Husův dům v Bašce je bývalá modlitebna Českobratrské církve evangelické, která byla postavena roku 1929 podle návrhu architekta Františka Nestrašila; stavbu vedl Pavel Poledník.
Husův dům je obdélná jednolodní stavba s výrazným zvýšeným štítem v západním vstupním průčelí a s předsunutou drobnou předsíní. Vrchol štítu kdysi zdobil husitský kalich. Loď domu prosvětlují na severní i jižní fasádě tři výrazná obdélná okna.
Kazatelská stanice Českobratrské církve evangelické v Bašce byla založena již v roce 1922. Výstavbu vlastní bohoslužebné budovy inicioval farář Alexandr Winkler. Již na podzim roku 1928 započaly stavební práce na pozemku zakoupeném od společnosti „Cihelia“. Základní kámen byl položen 21. dubna 1929. Husův dům byl slavnostně otevřen dne 8. září 1929 seniorem Josefem Součkem. Do interiéru bylo přeneseno 19 lavic z bývalého Lutherova ústavu v Hradci Králové. V září 1930 byl posvěcen a zavěšen zvon Husova domu. Roku 1954 byla v modlitebně odhalena pamětní deska.
Ve 21. století budova slouží ke komerčním účelům.